# قلعه منصور کوه
قلعه منصور کوه مربوط به اسماعیلیه‌است و در شهرستان دامغان، روستای منصور کوه واقع شده و این اثر در تاریخ ۲۵ اسفند ۱۳۷۸ با شمارهٔ ثبت ۲۶۵۳ به‌عنوان یکی از آثار ملی ایران به ثبت رسیده‌است.